# カスティエ門
カスティエ門（フランス語: Le Castillet, カタルーニャ語: Castellet）は、フランス・オクシタニー地域圏ピレネー＝オリアンタル県ペルピニャンにある要塞。

## 歴史

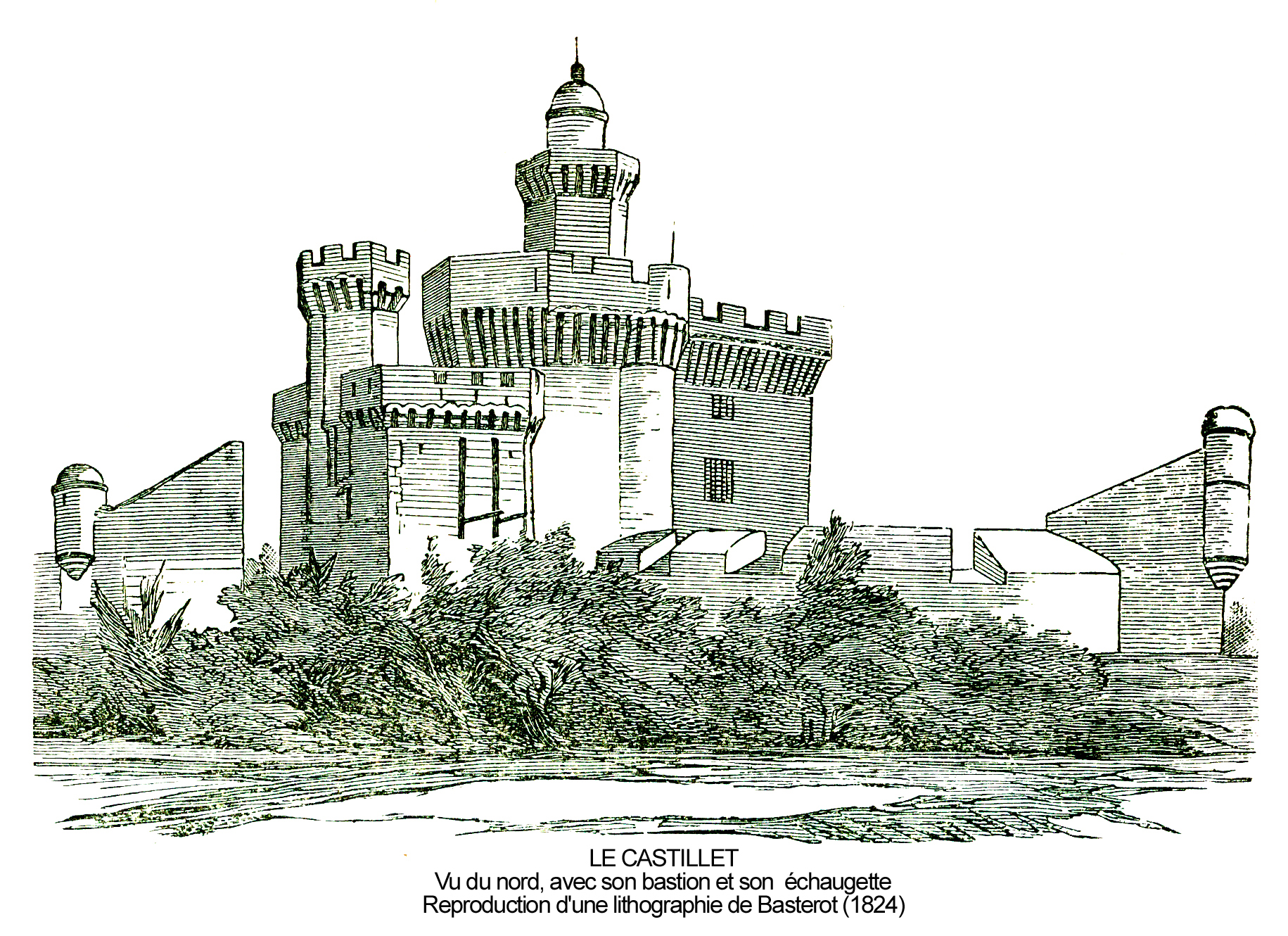
「小カスティエ」部分などが残る1824年の版画

レコンキスタによってペルピニャンを含むルシヨン地方を征服したアラゴン王ハイメ1世は、ルシヨンやバレアレス諸島を合わせてマヨルカ王国を建国し、ペルピニャンとパルマ・デ・マヨルカを首都とした。城郭都市ペルピニャンの城門として、アラゴン連合王国時代の1368年にカスティエ門の建設が開始された。ペルピニャンの町は完全に城壁で囲まれる予定であり、現在でもカスティエ門以外の遺構も残っている。カスティエ門よりやや早く、1324年にはペルピニャン大聖堂の建設も始まっている。
1451年からのナバーラ内戦後には、ペルピニャンを含むルシヨン地方がアラゴン連合王国からフランス王ルイ11世（在位1461年-1483年）に譲渡された。ルイ11世の時代には、ドームを持つタレット（小塔）やテラスが追加されている。2番目の門であるノートルダム門もこの時期に追加されている。
17世紀と18世紀には牢獄として使用された。1889年にはフランスの文化遺産保護制度において歴史的記念物に指定された。現在は建物内に郷土史や民族誌を専門とするカーサ・パイラル博物館が入っている。

## 特徴
「大カスティエ」「小カスティエ」「多角形の要塞」の3つの部分からなっており、「大カスティエ」と呼ばれる建物の主要部分はレンガと大理石で築かれている。「大カスティエ」の幅は31メートル、「小カスティエ」の幅は8メートルだった。銃眼を備えた壁の高さは20メートルであり、タレット（小塔）の最上部は29.2メートルである。壁の厚みは1階部分が3.5メートル、2階部分が2.8メートル、3階部分が1.6メートルである。建物内の中央部には直径2.77メートルの螺旋階段がある。20世紀初頭に要塞部分は破壊されたが、「大カスティエ」「小カスティエ」は解体されずに残っている。頂上までに142段の階段がある。

カスティエ門周辺のパノラマ写真